# Wagonetka

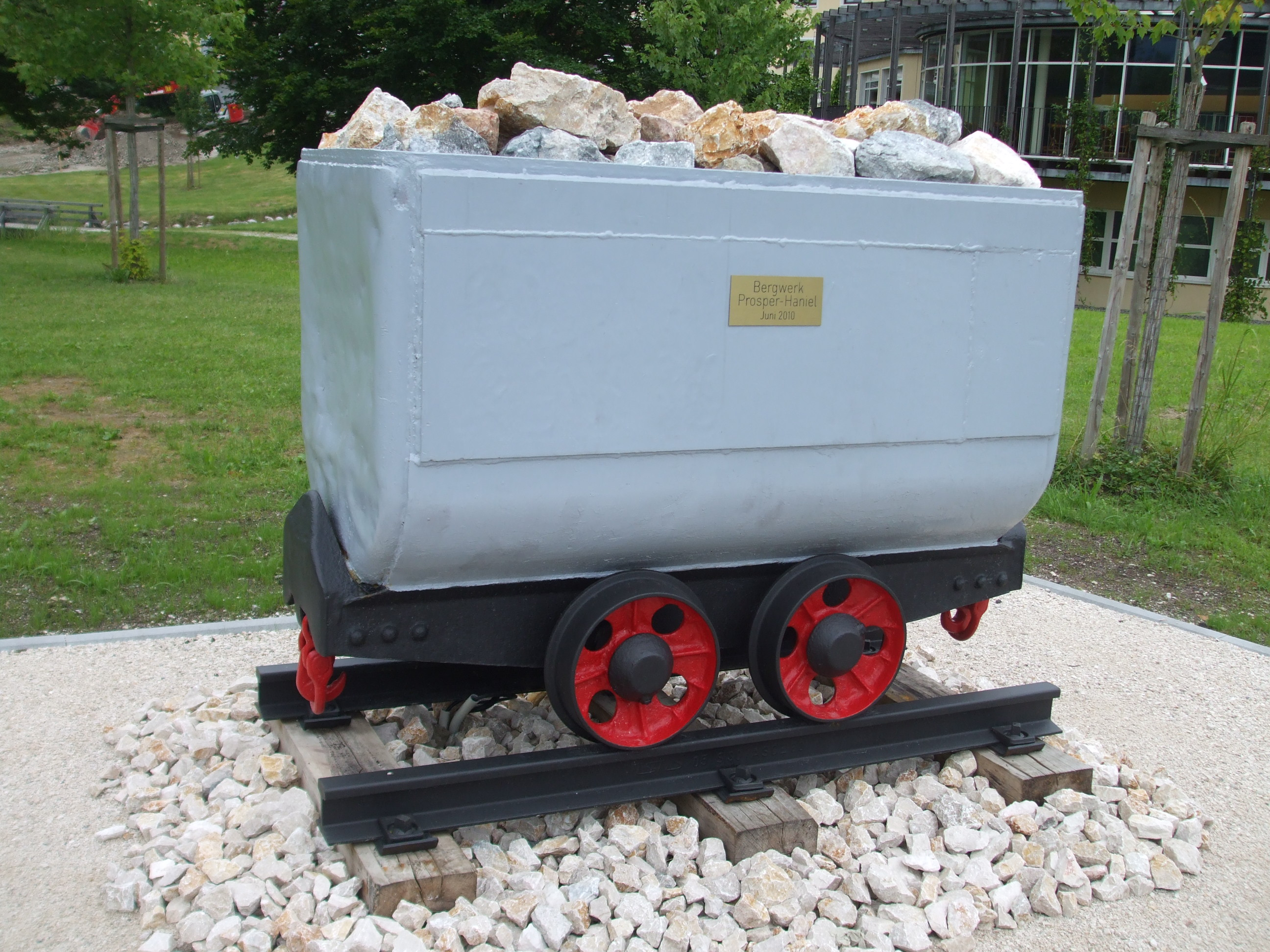

Wagonetka, wóz kopalniany – niewielki wagon  o otwartej skrzyni, o małej pojemności (0,5-6 m³), przeznaczony do przewozu towarów,  materiałów budowlanych, czy innych obiektów o masie utrudniającej transport ręczny, poruszający się po kolei wąskotorowej. Wózki tego typu służą do transportu głównie towarów, rzadziej ludzi, na krótkich dystansach – zwykle w obrębie terenu przedsiębiorstwa. Używane zwykle na budowach, w przedsiębiorstwach przemysłu ciężkiego, w górnictwie. Wózki napędzane przez ludzi, konie lub małe lokomotywy; Zaprojektowane tak, aby można je było szybko opróżnić. Ze względu na małe prędkości i małe obciążenia część wagonowa wózków jest znacznie uproszczona w porównaniu z wagonami szerokotorowymi.

## Podział
Zgodnie z przeznaczeniem wózki dzielą się na:
- towarowe,
- pasażerskie
- specjalne.

Istnieją następujące główne typy wagonów towarowych:
- koleba / wywrotka,
- ze składanym dnem,
- ze składaną stroną,
- z płaskim dnem w formie platformy[4].

## Konstrukcja
Wózek towarowy składa się z korpusu, ramy, zderzaków i zaczepów. Historycznie najpierw składał się z drewnianej skrzyni osadzonej na drewnianej ramie z czterema kołami. Następnie była to obudowa z blachy stalowej (o grubości od 3 do 4 mm), nitowana, wzmocniona kątownikami i płaskownikami, zamontowana na ramie i dwóch osiach oraz czterech stalowych kołach. (ładowność około 300 kg / 380 litrów pojemność), wyposażone z przodu i z tyłu urządzenia („okucia, łańcuchy i haki sprzęgające”) do tworzenia „pociągów”. W kopalniach ich objętość wynosiła na ogół około 5 hektolitrów, czyli 500 kg węgla i do tony skały płonnej. W kopalniach metali mogą pomieścić do 2 ton rudy.